# 安德里山
53°2′S 73°22′E / 53.033°S 73.367°E
安德里山是南大洋的海灣，位於赫德島西部，海拔高度140米，該山峰在1929年由法國的地質學家發現，並以其妻子命名，其後澳大利亞探險家率領的探險隊在1929年11月踏足該地區。